# Lista de hormônios humanos
Segue abaixo uma lista com os principais[?] hormônios encontrados em humanos.
| Nome                                                          | Efeito |
| ------------------------------------------------------------- | --- |
| Melatonina (N-acetil-5-metoxitriptamina)                      | antioxidante e causa sonolência |
| Serotonina (5-hidroxitriptamina)                              | controla vontade, apetite e sono |
| Tiroxina (tetraiodotironina)                                  | forma menos ativa do hormônio tiroidiano: aumenta a taxa metabólica basal e sensibilidade às catecolaminas, afeta a síntese protéica |
| Tri-iodotironina                                              | forma potente do hormônio tiroidiano: aumenta a taxa metabólica basal e sensibilidade às catecolaminas, afeta a síntese protéica |
| Adrenalina (epinefrina)                                       | Semelhante à estimulação do sistema simpático |
| Noradrenalina (norepinefrina)                                 | Semelhante à estimulação do sistema simpático |
| Dopamina (hormônio inibidor de prolactina)                    | aumenta frequência cardíaca e pressão arterial inibe liberação de prolactina e TRH pela adenoipófise |
| Hormônio antimülleriano (fator inibidor mülleriano)           | Inibe liberação de prolactina e TRH pela adenoipófise |
| Adiponectina                                                  | |
| Hormônio adrenocorticotrófico (corticotrofina)                | estimula a síntese de corticosteroides (glicocorticoides e androgênios) |
| Angiotensinogênio e angiotensina                              | vasoconstrição Liberação de aldosterona pelo córtex adrenal dipsogen. |
| Vasopressina (hormônio antidiurético) (arginina vasopressina) | retenção de água pelos rims vasoconstricção moderada Libera ACTH na adenoipófise |
| Peptídeo natriurético atrial (atriopeptina)                   | |
| Colecistocinina                                               | Libera enzimas digestivas pelo pâncreas Libera a bile da vesícula |
| Hormônio liberador de corticotrofina                          | estimula liberação de ACTH pela adenoipófise |
| Eritropoietina                                                | Estimula produção de hemácias |
| Hormônio folículo-estimulante                                 | Na mulher: estimula a maturação dos folículos de Graaf no ovário. No homem: espermatogênese, aumenta a produção da proteína ligadora de andrógenos pelas células de Sertoli do testículo |
| Gastrina                                                      | Secreção de ácido gástrico pelas células parietais |
| Grelina                                                       | Estimula apetite, secreção de hormônio do crescimento pela adenoipófise |
| Glucagon                                                      | glicogenólise e gliconeogênese no fígado aumenta o nível sanguíneo de glicose |
| Hormônio liberador de gonadotrofina                           | Liberação de FSH e LH pela adenoipófise. |
| Hormônio liberador de hormônio do crescimento                 | Estimula secreção de GH pela adenoipófise |
| Gonadotrofina coriônica humana                                | promove a manutenção do corpo lúteo durante o início da gravidez inibe a resposta do sistema imune, contra o embrião humano |
| Lactogênio humano placentário                                 | aumenta a produção deinsulina e IGF-1 Aumenta a resistência a insulina e intolerância aos carboidratos |
| Hormônio do crescimento                                       | estimula o crescimento corporal e a reprodução celular estimula liberação de IFG-1 pelo fígado |
| Inibina                                                       | |
| Insulina                                                      | Hormônio encarregado pela regulação dos glúcidos no sangue, produzida no pâncreas pelas ilhotas de Langerhans |
| Fator de crescimento semelhante à insulina (somatomedina)     | efeito tipo insulina regula o crescimento e o desenvolvimento celular |
| Leptina                                                       | diminui o apetite e aumenta o metabolismo. |
| Hormônio luteinizante                                         | Na mulher: ovulação No homem: estimula produção de testosterona pela célula de Leydig |
| Ocitocina                                                     | ejeção do leite das mamas aumenta contrações do útero |
| Hormônio da paratireoide (paratormônio)                       | aumenta a concentração sérica de Ca2+ através de: - aumento da reabsorção renal de Ca2+ - aumento da absorção intestinal de Ca2+ - liberação de Ca2+ dos ossos diminui levemente a concentração sérica de fosfato: - diminui a reabsorção renal de fosfato - aumenta liberação óssea de fosfato |
| Peptídeo Inibidor Gástrico                                    | Estimula a produção de Insulina pelas células beta do pâncreas |
| Prolactina                                                    | Estimula a produção de leite |
| Relaxina                                                      | Amolece as articulações pélvicas e suas cápsulas articulares, o que dá a flexibilidade necessária para o parto |
| Secretina                                                     | Secreção de bicarbonato pelo fígado, pâncreas e Glândulas de Brunner duodenais. Aumenta os efeitos da colecistocinina Interrompe a produção de suco gástrico |
| Trombopoietina                                                | produz plaquetas |
| Hormônio estimulante da tiroide (tirotrofina)                 | secreta tiroxina (T4) e tri-iodotironina (T3) |
| Hormônio liberador de tireotrofina                            | Estimula liberação de TSH (primariamente) Estimula liberação de prolactina |
| Cortisol                                                      | Estimula a gliconeogênese. anti-inflamatório e imunossupressivo |
| Aldosterona                                                   | Aumenta a volemia pela reabsorção de sódio nos rins (primariamente). Aumenta excreção de potássio e H+ pelos rins. |
| Testosterona                                                  | Anabolismo: - crescimento de massa muscular e força, - aumenta a densidade e força óssea. Virilização: - maturação dos órgãos sexuais, - formação da bolsa escrotal, - voz mais grave, - crescimento de barba e pêlos na axila. |
| Desidroepiandrosterona                                        | virilização, anabolismo |
| Androstenediona                                               | Substrato para o estrogênio |
| Di-hidrotestosterona                                          | |
| Estradiol                                                     | Mulheres: Estrutural: - formação dos caracteres sexuais secundários - acelera o crescimento em estatura - aumenta o metabolismo - reduz a massa muscular - estimula o crescimento do endométrio - aumento do crescimento uterino - reduz a reabsorção óssea Síntese protéica: - aumenta produção hepática de proteínas de ligação Coagulação: - aumenta o nível de fatores de coagulação circulantes - aumenta aderência plaquetária Lipídios: - aumenta HDL, triglicerídios - diminui LDL e deposição de gordura Balanço hídrico: - retenção de sódio e água - aumenta o hormônio do crescimento - aumenta cortisol e SHBG Aparelho digestivo: - reduz motilidade intestinal - aumenta o colesterol na bile Melanina: - aumenta feomelanina, reduz eumelanina Homens: Previne a apoptose das células germinativas |
| Estrona                                                       | |
| Estriol                                                       | |
| Progesterona                                                  | Manutenção da gravidez: - converte o endométrio para a fase secretora - torna o muco cervical permeável aos espermatozoides - diminui a resposta imune contra o embrião - diminui a contratilidade do útero - inibe a lactação Outras: - aumenta os níveis de EGF - aumenta a temperatura corporal durante a ovulação - previne o câncer de endométrio pela regulação do efeito do estrogênio. |
| Calcitriol (1,25-diidroxicolecalciferol)                      | Forma ativa da vitamina D3 Mantém níveis adequados de cálcio no sangue: - aumenta a absorção de cálcio e fosfato do trato gastrintesinal, - minimiza a perda de cálcio pelos rins, - mobiliza cálcio e fosfato dos ossos para o sangue. Inibe a liberação de PTH |
| Calcidiol (25-hidroxicolecalciferol)                          | Forma inativa da vitamina D3 |
| Prostaglandinas                                               | |
| Leucotrienos                                                  | |
| Prostaciclina                                                 | |
| Tromboxano                                                    | |
| Hormônio liberador de prolactina                              | Liberação de prolactina pela adenoipófise |
| Histamina                                                     | estimula secreção de ácido gástrico |
| Renina                                                        | Ativa o sistema renina-angiotensina através da produção de angiotensina I a partir de angiotensinogênio |
| Encefalina                                                    | Regula a dor |